# الاحتجاجات العالمية في 15 أكتوبر 2011
كانت الاحتجاجات العالمية في 15 أكتوبر 2011 جزءًا من سلسلة الاحتجاجات المستوحاة من الربيع العربي، والاحتجاجات الآيسلندية، والبرتغالية «الحركة المناهضة للتقشف في البرتغال»، والإسبانية، والاحتجاجات اليونانية وحركة احتلوا. انطلقت الاحتجاجات تحت شعار «متحدون من أجل #التغيير العالمي»؛ والذي أضافت له الجمعيات الشعبية شعار «متحدون من أجل الديمقراطية العالمية». بدأت منصة ديموكراسيا ريل يا الإسبانية الدعوة إلى الاحتجاج لأول مرة في مايو 2011، وصادقت عليه المجالس الشعبية في جميع أنحاء العالم. تباينت الأسباب ولكنها استهدفت بشكل رئيسي التفاوت الاقتصادي المتزايد، وتأثير الشركات على الحكومة والمؤسسات الدولية، والافتقار إلى مؤسسات ديمقراطية حقيقية تسمح بالمشاركة العامة المباشرة على جميع المستويات المحلية والعالمية.
نُظِّمت الاحتجاجات عالمية في 15 أكتوبر في أكثر من 950 مدينة في 82 دولة. اُختير هذا التاريخ ليتزامن مع ذكرى مرور 5 أشهر على أول احتجاج في إسبانيا. استُخدِمت التجمعات العامة، والشبكة الاجتماعية (إن-1)، والقوائم البريدية، والدردشة الصوتية على تطبيق مومبل، والمنصات المفتوحة مثل بايرت باد وتيتان باد، وفيسبوك لتنسيق الأحداث. حملت بعض الاحتجاجات بضع مئات فقط من المحتجين، وبلغ عدد الاحتجاجات الأخرى مئات الآلاف، وكان أكبرها في مدريد، الذي ضم نصف مليون محتج، وثاني أكبر احتجاج في مدينة برشلونة، والذي ضم 400 ألف محتج.

## الاحتجاجات

### أوروبا

#### إسبانيا
وقعت أكبر الاحتجاجات في إسبانيا، وذلك استمرارًا للاحتجاجات الإسبانية لعام 2011، إذ خرج أكثر من مليون شخص إلى الشوارع في 15 أكتوبر، بما في ذلك 500 ألف محتج في مدريد، و400 ألف في برشلونة، و150 ألف في سرقسطة. أعاد المحتجون احتلال ساحة بويرتا ديل سول في مدريد حيث خيم الغاضبون قبل خمسة أشهر في 15 مايو. تضمنت الشعارات على اللافتات التي انتشرت في أماكن أخرى «نحن 99%» و«متحدون من أجل التغيير العالمي» و«حقوق الإنسان للجميع».

#### إيطاليا
تجمع حوالي 300 ألف شخص تحت شعار «شعوب أوروبا: انهضوا!» في وسط روما وفقًا للمنظمين. انفصلت مجموعة من الناس عن الاحتجاج الرئيسي خلال المسيرة السلمية ضد جشع الشركات وإجراءات التقشف؛ وألقوا الحجارة والعلب الزجاجية والأدوات الحارقة على البنوك وشرطة مكافحة الشغب. وجهت شرطة مكافحة الشغب اتهامات، واشتبكت مع المتظاهرين بشكل متكرر، وأطلقت خراطيم المياه والغاز المسيل للدموع. أصيب ما لا يقل عن 135 شخصًا بينهم 105 من ضباط الشرطة، واعتُقِل 12 شخصًا.

#### لندن
تجمع 5000 شخص خارج سوق لندن للأوراق المالية، وانتهى بهم الأمر بإنشاء معسكر بقي هناك لمدة ثلاثة أشهر، وعُرِف فيما بعد باسم احتلوا لندن. أقيمت المعسكرات في عشرات المدن حول المملكة المتحدة في الأسابيع التالية.

#### برلين
تجمع 10000 شخص حول نافورة نبتون في ميدان ألكسندر بين الساعة 13:00 والساعة 14:00. انطلقت المسيرة نحو بوابة براندنبرغ (براندنبرغر تور) في الساعة 14:00، ووصلت إلى حاجز للشرطة في ساحة باريزر بلاتز في حوالي الساعة 15:00، فالتفت المسيرة بذلك حول براندنبرغر تور وسارت نحو مبنى المستشارية الاتحادية، مقر الحكومة الفيدرالية في ألمانيا. وُضِع ميكروفون مفتوح أمام المقر ليتمكن أي شخص أن يأتي ويعطي أفكاره. لم يكن الصوت مرتفعًا بما يكفي لمثل هذا التجمع الكبير، فاقُترِح استخدام تقنية الميكروفون البشري في احتجاجات حركة احتلوا وول ستريت. كانت الخطة أن يذهب الجميع إلى مارينبلاتز في المساء حيث حُضِّر المسرح والموسيقى والطعام. قرر الناس بشكل عفوي التجمع أمام مبنى الرايخستاغ وعقدوا محفلًا هناك. وُضِعت الخيام وأُحضِر الطعام من مارينبلاتز.
جاءت الشرطة وطلبت من الناس التفرق. رفض الناس التفرق واستمروا في تجمعهم باستخدام الميكروفون البشري. شرعت الشرطة في هدم الخيام الموجودة وصادرتها، وانتشرت حول التجمع وسرقت البطانيات والحصائر من الناس. دعت الشرطة المحتجين لفض الاحتجاج في حوالي منتصف الليل، وهددت بعواقب وخيمة لمن بقوا. قرر الناس البقاء، فبدأت الشرطة في إزالة التجمعات السلمية في الحديقة أمام البرلمان باستخدام العنف والقوة، وطلبت من الأشخاص الذين طُرِدوا في الشوارع المحيطة ببلاتز دير ريبوبليك الذهاب إلى براندنبرغرتور. عاد أكثر من 100 شخص للتجمع من جديد في ساحة باريزربلاتز بالقرب من براندنبرغرتور. قرر المتظاهرون العودة في اليوم التالي في تمام الساعة 13:00 في باريزربلاتز لمواصلة الحركة، فوجهت لهم الشرطة تهديدات جديدة بعد سماعها بذلك. قرر الناس المغادرة حينها والعودة في اليوم التالي. أفاد أشخاص من المتظاهرين أن الشرطة حجبت الرسائل القصيرة والرسائل على تويتر التي تحتوي على كلمات رئيسية معينة مثل «احتلوا وول ستريت» أو «احتلوا الرايختاغ» خلال فترات من اليوم. استمر الاحتجاج بشكل يومي تحت عنوان «احتلوا برلين».

#### فرانكفورت
تجمع 8000 شخص في فرانكفورت، ألمانيا أمام مقر البنك المركزي الأوروبي في اليوم الأول من احتجاج عالمي ضد تفاوت الدخل وجشع الشركات. أعلن المنظمون أنهم سيحتلون ويحاصرون الساحة أمام البنك المركزي الأوروبي «لفترة غير محددة من الزمن». أقام المتظاهرون معسكرًا احتجاجيًا مثل أولئك في مدريد ونيويورك مع 109 خيمة و9 أجنحة، ومطبخ حساء وخط خبز، ومنشأة، ومولدات، وشبكة محلية لاسلكية، وبث مباشر وفريق إعلامي مع بودكاست خاص به يسمى كلارغيشتيلت (المرادف الألماني لكلمة التوضيح).

#### شتوتغارت
دعم حوالي 5000 شخص الاحتجاج العالمي في «شلوسبلاتز».

#### هامبورغ
انضم ما بين 2000 و5000 شخص إلى المسيرة يوم 15 أكتوبر. بُني معسكر احتجاج منذ ذلك الحين ضم حينها حوالي 15 خيمة (حتى 22 أكتوبر) أمام مقر بنك هامبورغ التجاري الرئيسي.

#### قبرص
تجمع عدد صغير من النشطاء اليونانيين والقبارصة الأتراك في ساحة إليفثيريا في نيقوسيا استجابة للنداء العالمي للاحتجاج. قرروا جميعًا نقل احتجاجهم إلى المنطقة العازلة الواقعة في شارع ليدرا/لوكماسي. بدأ ذلك حركة احتلال المنطقة العازلة في قبرص، إذ كان للحركة تركيز قوي على النزاع القبرصي وعلاقته بالوضع الاقتصادي حينها.

#### المملكة المتحدة
نظمت مجموعة من المحتجين احتلالًا لسوق لندن للأوراق المالية للفت الانتباه إلى ما يرون أنه سلوك غير أخلاقي من جانب البنوك. احتوت الشرطة الحشد بالقرب من كاتدرائية القديس بولس بحلول الساعة 2:30 مساءً؛ حيث ألقى مؤسس موقع ويكيليكس، جوليان أسانج، خطابًا ذكر فيه أن ويكيليكس ستدعم الاحتجاجات من خلال حملة ضد المؤسسات المالية. تشكلت مجموعة احتجاج مماثلة مستوحاة من حركة «احتلوا وول ستريت» في المملكة المتحدة تحت اسم «احتلوا لندن». سار المتظاهرون عبر العاصمة الاسكتلندية، إدنبرة، وشكلوا معسكرًا من الخيام في ميدان سانت أندرو لبدء احتلال إدنبرة.

#### أيرلندا
نُظِّمت احتجاجات في جميع أنحاء أيرلندا، بما في ذلك دبلن وكورك. بدأت الاحتجاجات بالانتشار في غالواي كما وصفتها صحيفة ذا آيريش تايمز الأيرلندية. وصفت هذه الصحيفة الحركة بالعبارات التالية: لا تملك المجموعة هيكلًا هرميًا، ولكنها أنشأت صفحة على فيسبوك وحساب على تويتر، إذ تجذب روابط وسائل التواصل الاجتماعي ردود أفعال متباينة للغاية وأحيانًا انتقادية. نُظِّم الاحتجاج في دبلن من قبل حركة ديمقراطية حقيقية الآن! يا أيرلندا وحركة الأسباب المجتمعة (أيرلندا) واحتجاج احتلوا ديم ستريت، وأُقيم خارج البنك المركزي الأيرلندي تضامنًا مع حركة احتلوا وول ستريت في نيويورك، واستمروا أيضًا طوال اليوم.

#### سلوفينيا
تجمع المتظاهرون في سلوفينيا في كوبر وماريبور والعاصمة ليوبليانا، وكان تجمع العاصمة هو الأبرز. تجمع حوالي 300 شخص في كوبر للاحتجاج على الفساد والرأسمالية وأيضًا ضد ميناء كوبر المتهم بانتهاك حقوق العمال. تجمع الناس في العاصمة في ساحة الكونغرس للاحتجاج على الجشع والفساد والرأسمالية بشكل عام. انتقلوا لاحقًا إلى سوق ليوبليانا للأوراق المالية حيث استُدعي أحد التجمعات. قرر المشاركون مواصلة الاحتجاج بالاحتلال الرمزي. ازداد حجم المخيم في الأيام التالية إلى حوالي 30 خيمة مع استمرار التجمعات بمتوسط 150 و200 مشارك، وذلك قبل أن تتوقف في أوائل عام 2012.

#### فنلندا
كانت هناك تجمعات في فنلندا في 13 موقع. عُقِد أكبر اجتماع في ميدان نارينكاتوري في هلسنكي حيث حضر حوالي 1000 شخص خلال النهار وفقًا للمنظمين. تجمع أيضًا عدة مئات من الأشخاص في توركو، وتامبيري ويوفاسكولا.

#### هنغاريا
كانت هناك مظاهرات في مدينتين هنغاريتين. عُقِد اجتماع مع تجمع ومسيرة في العاصمة بودابست حيث حضر حوالي 1500 شخص خلال النهار وفقًا للشرطة والمنظمين. تجمع عشرات الأشخاص في مدينة بيتش.

### أمريكا الشمالية

#### الولايات المتحدة
كان 15 أكتوبر هو اليوم الذي بدأت فيه العديد من الفروع المحلية لحركة «احتلوا وول ستريت»، وبشكل رئيسي في المدن الصغيرة. امتلكت معظم المدن الكبرى حركات احتلوا جاء إليها أناس من المدن والبلدات الأصغر.
سار المتظاهرون إلى قلب نيويورك، بعد أن استعدت الشرطة لطرد المتظاهرين من حديقة زوكوتي بالقرب من وول ستريت، حيث جمعوا 10000 من المؤيدين. قُبِض على 76 منهم، 45 في تايمز سكوير و24 في فرع سيتي بنك. وقعت الاحتجاجات أيضًا في مئات من المدن الكبرى في جميع أنحاء الولايات المتحدة مثل واشنطن، وبوسطن، وفيلادلفيا، وسان فرانسيسكو، ولوس أنجلوس، وشيكاغو، وميامي، ودالاس، والمجتمعات الأصغر مثل شامبين-أوربانا، وممفيس، وأوكلاهوما سيتي، وبوفالو، وفورت لودرديل.

### أمريكا اللاتينية
نُظِّمت الاحتجاجات في عشرات المدن، بما في ذلك في تشيلي، والبرازيل، وبيرو والمكسيك.

### الشرق الأوسط وشمال أفريقيا
نُظِّمت الاحتجاجات في عشرات المدن والبلدان، بما في ذلك مصر وتونس وإسرائيل.

## اعتقالات

### الولايات المتحدة
قُبِض على 100 شخص في بوسطن، و76 في نيويورك، و175 في شيكاغو، و50 في فينيكس، و19 في سكرامنتو، و20 في رالي، و24 في دنفر.

### إيطاليا
قُبِض على 12 شخصًا في روما بعد أن تحول جزء من الاحتجاج إلى حالة من العنف.